# دهستان ماهان
ماهان، دهستانی از توابع بخش ماهان شهرستان کرمان در استان کرمان ایران است.

## جمعیت
براساس سرشماری سال ۱۳۸۵جمعیت آن ۳٬۳۶۴نفر (۸۸۶خانوار) بوده‌است.